# Eucalyptus youmanii
Eucalyptus youmanii là một loài thực vật có hoa trong Họ Đào kim nương. Loài này được Blakely & McKie mô tả khoa học đầu tiên năm 1930.